# Староселье (Дорогобужский район)
Староселье (Василево) — деревня в Смоленской области России, в Дорогобужском районе. Население —16 жителей (2007 год). Расположена в центральной части области в 14 км к северо-западу от Дорогобужа, в 17 км к юго-западу от Сафонова, на левом берегу реки Днепр. Входит в состав Усвятского сельского поселения.

## История
Известно как минимум с 1503 года (как село Василево и при нём деревня Староселье). В селе была Ильинская церковь. В 1793 году в деревне В.В. Хрущевым построена каменная церковь Рождества Богородицы (не сохранилась). В своё время селом владели Казановские, Сиваи, Станюковичи. В 1864 году была церковно-приходская школа, в 1881 земская. В 1904 году в селе было 232 жителя.

## Достопримечательности
Памятник археологии:
- Городище в 1,5 км западнее деревни.